# 竹中寛幸
竹中 寛幸（たけなか ひろゆき、1985年12月16日 - ）は、兵庫県西脇市出身のアクション俳優。

## 出演

### テレビドラマ
- 特命係長 只野仁 4thシーズン（2009年1月8日 - 3月12日、テレビ朝日）
- あんみつ姫2（2009年1月11日、フジテレビ）
- 「ひと夏の隣人」(2016年)刑事役
- 石つぶて～外務省機密費を暴いた捜査二課の男たち～（2017年11月5日～12月24日、WOWOW）刑事役
- そろばん侍風の一兵衛（2018年　NHK）　第3話：友田一馬役
- アイアングランマ2　（2018年6月17日、NHK）3話　SP役
- 「パレートの誤算～ケースワーカー殺人事件」（2020年、3月7日、WOWOW）１話　警備員役
- ナンバMG5 第3話（2022年5月4日、フジテレビ）- 教師 役

### 特撮テレビドラマ
- 仮面ライダーシリーズ（テレビ朝日）
  - 仮面ライダーキバ（2008年 - 2009年）
  - 仮面ライダーディケイド（2009年）
  - 仮面ライダーG（2009年1月31日）
  - 仮面ライダーW（2009年 - 2010年）
- スーパー戦隊シリーズ（テレビ朝日）
  - 炎神戦隊ゴーオンジャー（2008年 - 2009年）
  - 侍戦隊シンケンジャー（2009年 - 2010年）
  - 天装戦隊ゴセイジャー（2010年 - 2011年）

### 映画
- 仮面ライダーシリーズ
  - 劇場版 さらば仮面ライダー電王 ファイナル・カウントダウン（2008年）
  - 劇場版 超・仮面ライダー電王&ディケイド NEOジェネレーションズ 鬼ヶ島の戦艦（2009年）
  - 劇場版 仮面ライダーディケイド オールライダー対大ショッカー（2009年）
  - 仮面ライダー×仮面ライダー W&ディケイド MOVIE大戦2010（2009年）
  - 仮面ライダーW FOREVER AtoZ/運命のガイアメモリ（2010年）
- スーパー戦隊シリーズ
  - 劇場版 炎神戦隊ゴーオンジャーVSゲキレンジャー（2009年）
  - 侍戦隊シンケンジャー 銀幕版 天下分け目の戦（2009年）
  - 侍戦隊シンケンジャーVSゴーオンジャー 銀幕BANG!!（2010年）
- 20世紀少年 最終章 ぼくらの旗（2009年）
- ロストクライム -閃光-（2010年）
- 太平洋の奇跡 -フォックスと呼ばれた男-（2011年）
- レオン（2018年）警備員役

### 舞台
- 戦国BASARA〜蒼紅共闘〜（2010年4月9日 - 18日、サンシャイン劇場）

### ヒーローショー
- 侍戦隊シンケンジャー
  - 「侍戦隊シンケンジャー! シアターGロッソに見参!!」
- 天装戦隊ゴセイジャー
  - 「天装戦隊ゴセイジャー! Gロッソに現る!!」